# エキセルリム
エキセルリム株式会社（英: EXCEL RIM Co., Ltd.）は、滋賀県草津市に本社を置く、オートバイなどの二輪車用部品のアルミリムを製造するメーカーである。

## 会社概要
最高強度の7000系アルミ合金を使用した二輪車ホイール用アルミリムの製造、販売を行っている。
同社が製造、販売する『EXCEL』ブランドは半世紀以上にわたる歴史に裏打ちされた高強度かつ軽量化を追求した高品質のアルミリムブランドとして、世界展開されている。国内、海外の大手バイクメーカーからの信頼も厚く、多数のメーカーにアルミリムのOEM供給を行っている。またアフターパーツ市場にも力を入れており、各種オフロードレースサポート活動や各種イベント出展を通じてブランド力の維持向上活動も積極的に行っている。
株主は在マレーシア法人であるRK SOUTH ASIA Sdn. Bhd.の子会社EXCEL SOUTH ASIA Sdn. Bhd.である。また同社が2010年7月に株式会社アールケー・エキセルから分社した際の存続会社であるオートバイ用・産業用チェーンメーカーのアールケー・ジャパン株式会社は、RK SOUTH ASIA Sdn.bhd.の子会社という関係にある。

## 沿革
- 1932年9月 - 高砂鐵工株式会社滋賀工場として、丁番の製造を始める。
- 1954年3月 - 高砂鐵工滋賀工場を分社し、株式会社高砂製作所を設立。
- 1958年12月 - 二輪車用のアルミリムを製造開始。
- 1989年4月 - 高砂チェーン株式会社と高砂製作所が合併し、株式会社高砂アールケー・エキセルが発足。
- 1991年4月 - グループ内の合併により、株式会社アールケー・エキセルに社名変更。
- 2010年7月 -  アールケー・エキセルからリム事業を分社し、エキセルリム株式会社が発足。株主がMW Italia SPAとなる。
- 2017年12月 - 株主がKilang Sprocket S. A. Sdn. Bhd.となる。
- 2019年1月 - 株主の社名がEXCEL S. A. Sdn. Bhd.となる。

## アルミリム

### EXCEL A60
1. 従来の7050材を更に改良したスペシャルマテリアルにより、スタンダードEXCELと比較して15%の強度UPに成功。
2. オフロードでの性能を追求するため、あえてJIS規格に囚われない競技用の全く新しい断面を採用。
3. 過酷な走行条件に耐える、特殊製法のシルバーピンストライプ＆A60ロゴ。